# Bistum Aného
Das Bistum Aného (lateinisch Dioecesis Anehensis) ist ein römisch-katholisches Bistum in Togo, Bischofssitz ist Aného.
Das Bistum umfasst 2.712 km² und 820.000 Einwohner, von denen ca. 22 % römisch-katholischen Glaubens sind. In den 23 Pfarreien des Erzbistums wirkten 2006: 46 Diözesan- und 11 Ordenspriester. Das Bistum wurde am 1. Juli 1994 vom Erzbistum Lomé abgeteilt.

## Bischöfe
- Victor Dovi Hounnaké, 1. Juli 1994–4. August 1995
- Paul Jean-Marie Dossavi, 23. Februar 1996–13. September 2005
- Isaac Jogues Agbémenya Kodjo Gaglo, seit 3. Dezember 2007